# Ocotea hueckii
Ocotea hueckii är en lagerväxtart som beskrevs av Luciano Bernardi. Ocotea hueckii ingår i släktet Ocotea och familjen lagerväxter. Inga underarter finns listade i Catalogue of Life.